# Apple A10X Fusion
Apple A10X Fusion是苹果公司设计的64位ARM架构SoC，首次搭载于2017年6月5日发布的10.5寸iPad Pro和第二代12.9寸iPad Pro之上。A10X集成了嵌入式M10协处理器。A10X是A10的变种，苹果宣称其与A9X相比，CPU速度提升了30%，GPU速度提升了40%。
A10X由台積電（TSMC）所代工生產，為TSMC第一款10奈米製程的消費電子晶片。

## 使用A10X的产品
- 10.5" iPad Pro
- 12.9" iPad Pro（第二代）
- Apple TV 4K (第一代)